# Готабили
Готабили (на английски: Gothabilly) е музикален стил, който комбинира по необичаен начин рокабили музиката от 1950-те и готик културата. Това е отделен стил от психобили стила, което се дължи на комедийния аспект, който надделява над мрачните текстове. Често вокалите в готабили са сходни с вокалите в класическото рокабили.
Стилът придобива популярност в края на 1970-те, като за негови основатели се смятат The Cramps. Самият термин готабили се налага като определящ за този тип музика доста по-късно – през 1990-те.